# Cimetière militaire Lone Tree
Pour un article plus général, voir Sites funéraires et mémoriels de la Première Guerre mondiale (Front Ouest).
Le cimetière militaire Lone Tree, ou Lone Tree Cemetery, est un cimetière de la Commonwealth War Graves Commission (CWGC) dédié aux soldats morts durant la Première Guerre mondiale, situé dans le Heuvelland, dans le saillant d'Ypres sur le front occidental, en Belgique. Il est situé au lieu-dit de Spanbroekmolen, sur l'un des points les plus élevés de la crête de Messines.

## Description

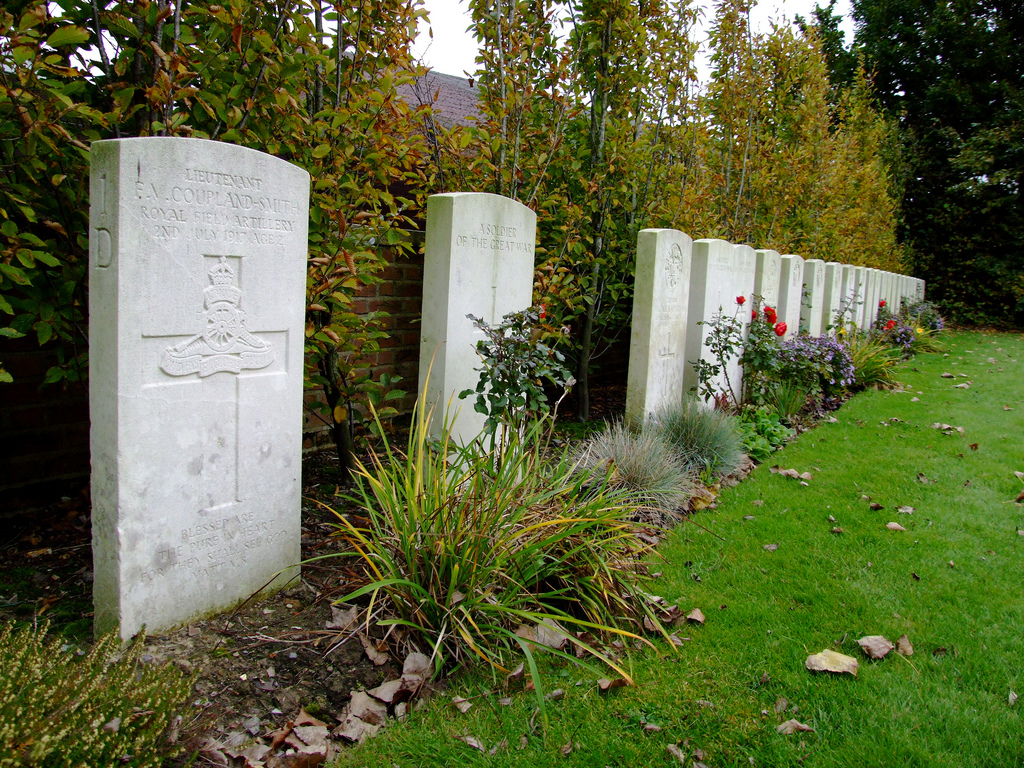
Tombes du cimetière de Lone Tree.

Comme le cimetière de Spanbroekmolen à proximité, le cimetière Lone Tree a été créé en 1917 au début de la bataille de Messines La plupart des sépultures concernent des hommes de la 36e division (Ulster) du Royal Irish Rifles qui sont morts le premier jour de la bataille. La plupart des tombes sont celles de soldats qui sont allés « au-dessus » tôt le matin du 7 juin 1917.
Certains des hommes enterrés ici ont été tué par l'explosion en fait été tués par l'explosion d'une mine placée par les Royal Engineers britanniques sous la colline de Lone Tree à Spanbroekmolen, qui a explosé environ 15 secondes plus tard que prévu. La mine de Spanbroekmolen faisait partie d'une opération de la bataille des mines de Messines sous les lignes allemandes. Il s'agissait d'une charge de 41 tonnes d'ammonal placée à 27 m sous le sol, au fond d'une galerie de 520 m de long. Lorsqu'elle explose, le 7 juin 1917, elle forme le cratère Lone Tree d'un diamètre de 76 m et profond de 12 m. Le cratère de Lone Tree a été acquis en 1929 par la fondation Toc H à Poperinge, aujourd'hui reconnu comme le mémorial Pool of Peace,.
Le cimetière a été conçu par JR Truelove. Le terrain du cimetière a été attribué au Royaume-Uni à perpétuité par le roi Albert Ier de Belgique en reconnaissance des sacrifices consentis par l'Empire britannique dans la défense et la libération de la Belgique pendant la guerre.